# 이칸 페페스
이칸 페페스(테툼어: ikan pepes), 페페스 이칸(인도네시아어: pepes ikan) 또는 파이스 라욱(순다어: pais lauk)은 동티모르와 인도네시아의 생선 요리이다. 잉어 등의 생선에 커리 페이스트를 바르고 바나나잎에 싸서 찐 다음 구워 낸 요리로, 라임 등을 곁들여 먹는다. 동티모르의 국민 음식으로 여겨진다.

## 이름
테툼어와 인도네시아어 "이칸(ikan)"은 동원어로, "물고기, 생선"을 뜻한다. "페페스(pepes)"는 인도네시아어로 바나나잎에 싸서 굽는 조리법 또는 그렇게 만든 음식을 가리키는 말이다. 순다어 "파이스(pais)"와 "라욱(lauk)"도 각각 "페페스"와 "생선"을 뜻한다.

## 만들기
생선은 잉어 등을 사용한다. 캔들넛, 마늘, 샬롯, 새눈고추, 강황, 큰고량강, 생강, 횃불생강, 레몬그래스, 카피르라임 잎 등을 절구에 빻아 커리 페이스트를 만든 다음, 생선에 바르고 바나나잎 위에도 듬뿍 얹는다. 그 위에 살람(인도네시아월계수) 잎, 레몬바질 잎 등과 생선을 올리고, 커리 페이스트를 더 얹은 다음 냄비에 찐다. 생선이 익으면 통째로 꺼내 그릴에 구워 낸다.

## 같이 보기
- 아목 뜨러이
- 이칸 사보코
- 일리시 마체르 파투리